# 弘松涼
弘松 涼（ひろまつ りょう）は、日本のライトノベル作家。広島県在住。

## 経歴・人物
2014年8月からWEB小説投稿サイト「小説家になろう」で活動を開始し、ライトノベル系新人賞に投稿しながら作品を発表していた。2016年に、「小説家になろう」へ投稿していた「異世界でやきたてパン屋を始めました」がマイナビ出版から電子書籍化（上下巻の予定だったが、下巻は出ていない）。2017年5月、「小説家になろう」に投稿していた『スタイリッシュ武器屋』がヒーロー文庫から書籍化し、本格デビューした。

## 作品リスト

### 文庫及び単行本
- スタイリッシュ武器屋 1（ヒーロー文庫、2017年5月）
- スタイリッシュ武器屋 2（ヒーロー文庫、2017年9月）
- ブサメンガチファイター（光文社ライトブックス、2018年5月）
- スタイリッシュ武器屋 3（ヒーロー文庫、2019年1月）

### 電子書籍
- 異世界でやきたてパン屋を始めました 上巻（マイナビ出版、楽ノベ文庫（電子書籍）、2016年9月）

### 雑誌掲載作品
エッセイ
- 「「小説家になろう」系作家の知られざる素顔」 - 『小説宝石』2018年6月号（光文社）